# احمد بن نظام‌الملک
ضیاء الملک احمد بن نظام الملک وزیر امپراتوری سلجوقی و خلافت عباسی بود. او فرزند نظام الملک از معروف‌ترین وزیران امپراتوری سلجوقی بود.

## زندگی‌نامه
او فرزند نظام الملک و یک شاهزاده گرجی بود که خواهرزاده یا دختر بگرات سوم پادشاه گرجستان بود. احمد در بلخ به دنیا آمد و در اصفهان پرورش یافت او پس از درگذشت پدرش، به همدان نقل مکان کرد و چندین سال در آنجا زندگی کرد.
در سال ۱۱۰۶/۱۱۰۷ احمد برای شکایت از سید ابوهاشم حسنی، رئیس همدان راهی دربار سلطان محمد اول شد. وقتی احمد به دربار رسید، محمد اول او را به عنوان وزیر خود منصوب کرد. سلطان، احمد را جایگزین سعدالملک ابوالمحاسن ابی که به ظن ارتباط با اسماعیلیه اعدام شده بود، کرد. این انتصاب عمدتاً به دلیل شهرت نظام الملک پدر احمد انجام شد. سپس القاب مختلفی را که پدرش داشت به او دادند (قوام الدین، صدرالاسلام و نظام الملک).
احمد چهار سال وزیر دربار بود. در دوران وزارت او لشکر سلطان محمد اول در سال ۱۱۰۷/۱۱۰۸ موفق شد لشکر سیف الدوله صدقه بن منصور مزیدی ملقب به «ملک‌العرب» را شکست بدهد؛ سیف‌الدوله در جنگ کشته شد. در سال ۱۱۰۹ محمد اول، احمد و امیر چاولی سقاوو را برای تصرف قلعه‌های الموت و استاناوند فرستاد اما آنها به نتیجه قاطعی نرسیدند و عقب‌نشینی کردند.  در سال ۱۱۱۰، یک فدایی اسماعیلی در یکی از مساجد بغداد اقدام به ترور احمد کرد و او را زخمی کرد اما در نهایت جان سالم به در برد. به زودی ابومنصور محمد خَطیرالملک مِیبُدی به عنوان وزیر امپراتوری سجلوقی جایگزین احمد شد. به گفته ابن اثیر، احمد پس از برکناری به زندگی در بغداد پرداخت، اما به گفته انوشیروان بن خالد، محمد اول، احمد را ده سال زندانی کرد.
در سال ۱۱۲۲، محمود دوم، پسر محمد اول، بر تخت سلطنت امپراتوری سلجوقی نشست و پسر دیگر نظام الملک، شمس الملک عثمان را به عنوان وزیر خود منصوب کرد. در همان سال خلیفه عباسی المسترشد وزیر خود عمیدالدوله جلال الدین حسن بن علی را عزل و زندانی کرد. محمود دوم سپس احمد را به عنوان وزیر بر خلیفه المسترشد تحمیل کرد. در دوره وزارت احمد در دربار خلافت او با دبیس بن صدقه مزیدی جنگید و دیوارهای اطراف بغداد را مستحکم کرد.
یک سال بعد، محمود دوم، شمس الملک عثمان را از وزارت برکنار و سپس او را اعدام کرد. خلیفه عباسی نیز از این فرصت برای رهایی از دست احمد وزیر خود استفاده کرد. احمد سپس به نظامیه بغداد که توسط پدرش ایجاد شده بود رفت و ۲۵ سال آخر عمر خود را در آنجا و در گوشه عزلت گذراند و سرانجام در سال ۱۱۴۹/۱۱۵۰ درگذشت.